# Xian de Funing (Yunnan)
Pour les articles homonymes, voir Funing.
Le xian de Funing (富宁县 ; pinyin : Fùníng Xiàn) est un district administratif de la province du Yunnan en Chine. Il est placé sous la juridiction de la préfecture autonome zhuang et miao de Wenshan.

## Démographie
La population du district était de 374 983 habitants en 1999.